# رياض كامل
رياض كامل (بالإنجليزية: Riad Kamel)‏، ولد عام (1954-) في قرية المغار الواقعة في الداخل الفلسطيني. يقيم مع عائلته في مدينة الناصرة. كاتب وناقد أكاديمي فلسطيني له العديد من الأعمال النقديّة والدراسات الأدبيّة والفكريّة في مجال القصّة والرواية والمسرح والشعر. حاصل على شهادة الدكتوراة حول أدب الروائي السوري حنّا مينة  من جامعة بار إيلان ويعمل محاضرًا في الكليّة الأكاديميّة - أورنيم، وهو عضوّ اتّحاد الكتّاب الفلسطينيين في فلسطين المحتلة عام 1948 وأيضا عضو في لجنة تحكيم جائزة محمود درويش.

## مسيرته الأدبيّة والمهنيّة
يعمل رياض كامل محاضرًا في الكليّة الأكاديميّة - أورنيم منذ سنة 1993 وحتّى اليوم، وشغل منصب مدير مدرسة راهبات مار يوسف في الناصرة  مدّة ربع قرن تقريبا. له العديد من الأعمال النقدية والدراسات الأدبية في مجال القصّة والرواية والمسرح والشعر، وينشر إنتاجه في مجلّات أدبيّة محكّمة، وفي الصحف والمجلّات الأدبيّة، وفي مواقع إلكترونية عديدة. يشارك في العديد من الندوات الأدبية والثقافيّة والفكرية في البلاد والخارج. نال جائزة التفرّغ الأدبي من وزارة الثقافة عام 2007. له العديد من الكتب والإصدارات، منها كتاب «دراسات في الأدب الفلسطيني» (2017) وفي هذا العام أطلق كتابه «الواقع والتخييل - عالم محمد علي طه الأدبي»  الصاد عن دار الأهلية للنشر والتوزيع فيعمان.

## إصدارات وجوائز
1. كتاب «توهّج الكلمة - دراسة في لغة الشعر لدى طه محمد علي» طبعة أولى عام 2001، وطبعة ثانية عام 2014.
2. كتاب «نصوص وظلال - مقالات في الشعر الفلسطيني» (2001).
3. كتاب «محاورة النصّ - دراسات في القصّة والرواية» (2003).
4. تحرير كتاب «شكيب جهشان - إضاءات على مسيرته وأدبه» بمشاركة د. يوسف جبارين عام (2013).
5. كتاب «الظلّ الآخر - دراسات في المسرح» (2015).
6. كتاب «دراسات في الأدب الفلسطيني» (2017).
7. كتاب «الواقع والتخييل - عالم محمد علي طه الأدبي» (2019).
8. جائزة التفرّع الأدبي من وزارة الثقافة عام (2007).

## وصلات خارجيّة
https://www.youtube.com/watch?v=o7SirNrjxKU
https://www.youtube.com/watch?v=GWnCU_FJ67o